# Vloek (krachtterm)

Wijze waarop een scheldwoord of vloek vaak in strips wordt afgebeeld

Een vloek is een krachtterm die ontleend is aan het domein van de godsdienst, zoals in het Nederlands godverdomme of jezus. In ruimere zin kan vloek ook slaan op ieder soort krachtterm. Een bastaardvloek is een door klankverandering van een echte vloek afgeleide krachtterm, die daardoor beoogt minder aanstoot te geven, zoals potverdomme, jeetje of sjeezus.

## Typen
Nederlandse aan het domein van de godsdienst ontleende vloeken kunnen afgeleid zijn van:
- Namen:
  - God: god, mijn god, heremijngod, godmiljaar, godallemachtig, met de bastaardvloeken gods, gads, gatsie, gets, getsie, gossiemijne. Hiervan zijn ook afgeleid de interjecties goh, gossie en gompie.
  - Jezus: jezus en het Engelse leenwoord jesus, jezus christus en jesus christ, met de bastaardvloeken jasses, jesses, jeminee, jemig, jeez. Hiervan zijn ook afgeleid jakkes en de interjecties jee, jeetje en je zuster
  - Jezus, Maria: jezus mina, jeetjemina
  - Duivel: duivels, verduiveld, met de bastaardvloek deksels
- Formules:
  - God verdoeme: godverdomme, verdomme, met de bastaardvloeken gadverdamme, gatsiedarrie, getsiederrie, potverdomme, potdorie, potjandorie, potverdikke, potverdriedubbeltjes, etcetera.
  - God zal me (...): godsamme, godsammekrake et cetera.[1]
  - Ik ben verdomd als niet (...): verdomd (ook gebruikt als graadwoord)
  - (Frans) Au nom de Dieu: nondeju
  - (Frans) Sacre Dieu: sakkerju
  - (Frans) Par Dieu: alleen de bastaardvloek parbleu
- Voorchristelijke religieuze elementen:
  - Onweer/Donar: donders, bliksems, met de bastaardvloek blikskaters
  - (Duits) Donnerwetter

## Status
Vloeken behoren als alle krachttermen tot het expressieve taalgebruik, waardoor ze niet in alle situaties bruikbaar of aanvaardbaar zijn.
Doordat vloeken ontleend zijn aan het domein van de godsdienst worden ze vaak als extra aanstootgevend ervaren. Vloeken die afgeleid zijn van het woord god of de naam Jezus kunnen door christenen gezien worden als in strijd met het derde gebod, dat het 'ijdel' gebruik van Gods naam verbiedt (Exodus 20:7); vloeken die afgeleid zijn van eedsformules kunnen gezien worden als in strijd met de aansporing in de bergrede om niet te zweren (Matteüs 5:33-37). Koning Salomo roept echter op in het boek 'Prediker' om geen aanstoot te nemen aan mensen die vloeken, omdat dit hypocriet zou zijn (Prediker 7:21-22). In Nederland is er een organisatie, de Bond tegen het vloeken, die zich inzet voor taalgebruik zonder schelden en vloeken. Niet alleen christenen storen zich aan grove taal, ook niet-christenen kunnen vloeken als aanstootgevend ervaren. Niet-christelijke gelovigen kunnen een vloek ook als 'ijdel' gebruik van de naam van hun god zien. 
Vloeken wordt vaak gezien als een teken van onopgevoedheid of dat men zich niet kan beheersen; hierdoor maar met name in een formele situatie wordt dit als ongepast ervaren.
Onder jongere generaties in Nederland maken vloeken geleidelijk plaats voor krachttermen die ontleend zijn aan het domein van het geslachtsverkeer (volgens een onderzoek uit 2006).

## Vloeken en pijnbeleving
Het gebruik van krachttermen bij pijn of frustratie kan bij sommigen opluchting geven. Bij wetenschappelijk onderzoek bleek dat proefpersonen die aangemoedigd werden te vloeken als ze pijn leden langer pijn konden weerstaan dan proefpersonen die niet vloekten. Dit verklaart mogelijk waarom mensen vaak krachttermen gebruiken als ze pijn voelen.